# Mishael Morgan
Marie-Charms Mishael Morgan (San Fernando, 15 de julho de 1986) é uma atriz trinitária-canadense. Ela se tornou a primeira atriz negra a ganhar o Daytime Emmy Award na categoria de atriz principal por seu papel em The Young and the Restless.

## Biografia
Marie-Charms Mishael Morgan nasceu em San Fernando, Trindade e Tobago, em 15 de julho de 1986. Filha de Michael e Sharon (Lee) Morgan; ela tem uma irmã mais velha, Maggris, e uma irmã mais nova, Monique. Aos 5 anos de idade, seus pais se mudaram para Nova York. No entanto, a família se mudou para Toronto, Canadá, e se estabeleceu em Mississauga. Ela frequentou a Universidade Iorque, e mais tarde começou sua carreira na televisão.

## Carreira
De 2008 a 2009, Morgan teve um papel recorrente na série canadense de drama adolescente The Best Years, e mais tarde integrou o elenco da sitcom da YTV, Family Biz. Em 2012, atuou na comédia dramática Republic of Doyle da CBC Television, e também apareceu em pequenos papéis nos filmes Casino Jack (2010) e Total Recall (2012). Morgan também atuou em Supernatural e The Listener. Em 2014, Morgan também estrelou a série de comédia Backpackers do canal The CW.
Em 24 de junho de 2022, Morgan se tornou a primeira mulher negra a ganhar o Daytime Emmy Award de Melhor Atriz Principal em Série Dramática, por sua interpretação de Amanda Sinclair em The Young and the Restless.

## Vida pessoal
Morgan se casou com Navid Ali em maio de 2012. Ela deu à luz seu primeiro filho em 2015. O casal também tem uma filha nascida em 2018.

## Filmografia
| Ano           | Título                         | Papel                         | Nota(s)                                          |
| ------------- | ------------------------------ | ----------------------------- | ------------------------------------------------ |
| 2008          | MVP                            | Erotic Beauty                 | Episódio: "The Code"                             |
| 2008          | O Guru do Amor                 | Groupie                       | Sem crédito                                      |
| 2008-2009     | The Best Years                 | Robyn Crawford                | Papel recorrente, 8 episódios                    |
| 2009          | Family Biz                     | Tracy Dupont-Roymont          |                                                  |
| 2010          | Verona                         | Tamara                        | Curta-metragem                                   |
| 2010          | Double Wedding                 | Recepcionista                 | Telefilme                                        |
| 2010          | Covert Affairs                 | Mulher                        | Episódio: "Pilot"                                |
| 2010          | Casino Jack                    | Recepcionista                 |                                                  |
| 2011          | She's the Mayor                | Megan                         | Episódio: "Proclamation"                         |
| 2011          | You Got Served: Beat the World | Maya                          |                                                  |
| 2011          | Awakening                      |                               | TV pilot                                         |
| 2012          | Republic of Doyle              | Chandra O'Neill               | Papel regular, 5 episódios                       |
| 2012          | Total Recall                   | Recepcionista Rekall          |                                                  |
| 2012          | Beauty and the Beast           | Anfitriã                      | Episódio: "Pilot"                                |
| 2013          | Supernatural                   | Portia                        | Episódio: "Man's Best Friend with Benefits"      |
| 2013–presente | The Young and the Restless     | Hilary Curtis Amanda Sinclair | Emmy Award de melhor atriz em uma série de drama |
| 2013          | The Listener                   | Rachel Masterson              | Episódio: "House of Horror"                      |
| 2013          | Dark Rising: Warrior of Worlds | Nancy Leighton                | Episódio: "Season's Change" e "The Trankartak"   |
| 2014          | Backpackers                    | Maya                          | 5 episódios                                      |
| 2014          | Swearnet: The Movie            | Jamie                         |                                                  |
| 2014          | Night Cries                    | Voodoo Witch Doctor           |                                                  |
| 2018          | Hometown Holiday               | Amber                         | Telefilme                                        |
| 2020          | A Killer in My House           | Melissa                       | Telefilme                                        |